# Elachistites inelusus
Elachistites inelusus är en utdöd fjärilsart som beskrevs av Michail V. Kozlov, 1987. Elachistites inelusus ingår i släktet Elachistites och familjen gräsmalar, Elachistidae. Arten är beskriven ur material från succinit, baltiskt bärnsten. Inga underarter finns listade i Catalogue of Life.